# Zavod Dežela Kranjska
Zavod Dežela Kranjska je bil ustanovljen leta 2008 za projekt celovitega prevoda Slave vojvodine Kranjske avtorja Janeza Vajkarda Valvasorja do leta 2012. Častni pokrovitelj prevoda je Javni zavod Bogenšperk. 

## Sodelavci
- Tomaž Čeč - pobudnik, vodja projekta, urednik
- Doris Debenjak - prevajalka iz nemščine,
- Božidar Debenjak - prevajalec iz nemščine,
- Primož Debenjak - prevajalec iz nemščine,
- Aleš Maver - prevajalec iz latinščine,
- Branko Madžarevič - prevajalec iz francoščine,
- Andreja N. Inkret - prevajalka iz stare grščine,
- Klemen Jelinčič Boeta - prevajalec iz hebrejščine,
- Tina Perić - prevajalka iz hrvaščine,
- Ervin Fritz, Lidija Brezavšček, Andrej Perhaj, Božidar Debenjak, Mojca Savski, Tomaž Čeč - pesniki,
- Mojca Savski - lektorica,
- Studio Ma3ca - grafično oblikovanje in priprava za tisk,
- Stanka Golob - strokovnjakinja za antikvarno gradivo.